# Hans Tynnerström
Hans Axel Tynnerström, ursprungligen Johansson, född den 4 oktober 1927 i Linköping, död den 23 mars 2011 i Täby församling, var en svensk sjömilitär.
Tynnerström avlade studentexamen 1946 och sjöofficersexamen 1949. Han blev fänrik vid flottan sistnämnda år och löjtnant 1951. Tynnerström  genomgick Sjökrigshögskolan 1957–1959 och Försvarshögskolan 1973. Han befordrades till kapten 1961, till kommendörkapten av andra graden 1966, till kommendörkapten av första graden 1969, till kommendör 1978 och till kommendör av första graden 1986. Tynnerström var chef för Första ytattackflottiljen 1977–1979, chef för Sjökrigsskolan 1980–1982, marinattaché i Washington 1982–1985 och chef för Ostkustens örlogsbas 1986–1988. Han var verkställande direktör för Drottning Victorias Örlogshem från 1989. Tynnerström invaldes som ledamot av Örlogsmannasällskapet 1978. Han blev riddare av Svärdsorden 1967.